# Sami Allagui
Sami Allagui [saːmiː ʔaːlaːqiː] (arabisch سامي العلاقي, DMG Sāmī al-ʿAllāqī) (* 28. Mai 1986 in Düsseldorf) ist ein ehemaliger deutsch-tunesischer Fußballspieler. 

## Karriere

### Vereine
Sami Allagui begann seine Karriere beim Meerbuscher Stadtteilverein FC Büderich und setzte sie bei Fortuna Düsseldorf und Alemannia Aachen fort, ehe er 2005 – dem Jugendalter entwachsen – nach Belgien zum Erstligisten RSC Anderlecht wechselte. In der Rückrunde der Saison 2006/07 wurde er an den KSV Roeselare ausgeliehen. Zur Saison 2007/08 kehrte er nach Deutschland zum FC Carl Zeiss Jena zurück und erhielt dort einen Zweijahresvertrag. Am 15. Februar 2008 (20. Spieltag) bei der 1:3-Heimniederlage gegen den 1. FC Köln absolvierte Allagui sein erstes Spiel in der 2. Bundesliga, als er in der 59. Minute für Patrick Amrhein eingewechselt wurde. Am 22. Februar 2008 (21. Spieltag) stellte er mit seinem ersten Tor den Endstand zum 2:2 im Auswärtsspiel gegen den 1. FSV Mainz 05 her. Nach dem Abstieg des FC Carl Zeiss Jena aus der 2. Bundesliga wechselte Allagui zum Ligakonkurrenten SpVgg Greuther Fürth, für den er 2008/09 alle Saisonspiele bestritt. Nachdem er bis zur Winterpause 13 Tore erzielt hatte, wählte ihn das kicker-Sportmagazin zum besten Stürmer der Hinrunde. In der Rückrunde traf er allerdings nur noch zweimal, belegte am Ende aber dennoch einen geteilten vierten Platz in der Torschützenwertung. In der Saison 2009/10 erwischte er mit drei Toren in den ersten drei Spielen ebenfalls einen guten Start.
Zur Saison 2010/11 wechselte der Stürmer zum Bundesligisten 1. FSV Mainz 05, bei dem er einen Dreijahresvertrag mit Option auf ein weiteres Jahr unterschrieb. Bereits in seinem ersten Bundesligaspiel am 22. August 2010 (1. Spieltag) beim 2:0-Sieg im Heimspiel gegen den VfB Stuttgart erzielte er sein erstes Bundesligator. Sein Hackentreffer zur 1:0-Führung gegen den FC Bayern München am 25. September 2010 (6. Spieltag) wurde zum Tor des Monats gewählt.
Zur Saison 2012/13 wechselte Allagui zum Zweitligisten Hertha BSC. Er unterschrieb einen Vierjahresvertrag. Am 31. August 2014 kehrte er auf Leihbasis bis zum Ende der Saison 2014/15 zum 1. FSV Mainz 05 zurück. In seiner zweiten Mainzer Zeit konnte Allagui allerdings nicht überzeugen, weshalb der Verein seine Kaufoption nicht nutzte.
Zur Saison 2017/18 ging er zum FC St. Pauli. Sein Verbleib war an den Aufstieg des Klubs in die Bundesliga zum Ende der Saison 2018/19, den St. Pauli nicht schaffte, geknüpft.
Im Sommer 2019 unterschrieb Allagui einen Zweijahresvertrag beim belgischen Erstligisten Royal Excel Mouscron. Zum 31. März 2020 löste er seinen Vertrag auf, um den Verein im Verfahren um die Lizenzerteilung zu entlasten. Im Oktober 2020 beendete er seine aktive Karriere wegen Problemen mit dem Kniegelenk.

### Nationalmannschaft
Am 10. November 2008 wurde Allagui das erste Mal für die tunesische A-Nationalmannschaft nominiert. Seinen ersten Länderspieleinsatz bestritt er für Tunesien am 19. November 2008 beim 0:0 gegen Ghana. In seinem zweiten Einsatz im Freundschaftsspiel gegen den Sudan gelang ihm sein erstes Länderspieltor. Bei der Afrikameisterschaft 2012 gehörte er zum tunesischen Aufgebot.
Im November 2014 trat Allagui aus der Nationalmannschaft zurück.

## Erfolge
RSC Anderlecht
- Belgischer Meister: 2006

Hertha BSC
- Deutscher Zweitligameister: 2013

## Auszeichnungen
- Torschütze des Monats September 2010[14]